# Massacre du palais d'Accursio
Le massacre du palazzo d'Accursio est le résultat des affrontements qui font rage le 21 novembre 1920 à Bologne sur la piazza Maggiore devant et dans le palazzo d'Accursio entre les squadristes, les gardes rouges et les membres de la garde royale pour la sécurité publique (police), lors de la cérémonie d'investiture 
du nouveau conseil municipal présidée par le socialiste maximaliste Ennio Gnudi. La manifestation des squadristes visait à empêcher la nouvelle municipalité de faire flotter le drapeau rouge à la place du drapeau tricolore italien sur la mairie.

## Contexte
Dès 1914, la ville de Bologne est administrée par un maire socialiste Francesco Zanardi, appartenant au courant proche de la position maximaliste de Giacinto Menotti Serrati, qui appelle en 1920 à l'adhésion à l'internationale communiste.  
Le 2 septembre 1920, des industriels décident le look-out. Des ouvriers de Bologne occupent de nombreuses usines et s'arment pour les défendre. Le 20 septembre 1920 au terme de la manifestation commémorant le cinquantième anniversaire de l'unification de l'Italie, les squadristes de Leandro Arpinati conduisent une expédition punitive devant le caffè della Borsa, lieu de rencontre des socialistes. L'ouvrier Guido Tibaldi est blessé et décédera à l'hôpital le 30 octobre 1920.
Le 14 octobre 1920, une manifestation est organisée par Errico Malatesta et l'ancien maire Francesco Zanardi. Devant la prison de la ville des combats ont lieu avec la garnison de gardes royaux. Deux sergents sont tués, ainsi que quatre manifestants. Le 16 octobre à l'enterrement des deux policiers, les squadristes dévastent une bibliothèque gérée par les socialistes. Le 19 octobre, les socialistes dévastent à leur tour l'étude de l'avocat Dino Grandi. 
Le 31 octobre voit la large victoire aux élections municipales de la liste socialiste conduite par Ennio Gnudi (58%) contre une liste de droite "Paix et liberté du travail" incluant les faisceaux italiens de combat (26%) et une liste catholique du PPI (15%). 
Le 4 novembre, jour anniversaire de la victoire de 1918 contre l'Autriche-Hongrie, un groupe d'officiers est attaqué par les gardes rouges près de la bourse du travail. Un des officiers est blessé par arme à feu. En représailles, les squadristes dévastent la bourse du travail.
À la suite des résultats des élections locales, les squadristes dirigés par Leandro Arpinati et Arconovaldo Bonaccorsi font savoir qu'ils empêcheront de quelques façons les socialistes de hisser leur chiffon rouge sur l'hôtel de ville lors de l'investiture du conseil prévue dans la matinée du 21 novembre.

## Événements du 21 novembre

### Les affrontements sur la place
L'agitation d'un drapeau rouge sur la tour Asinelli déclenche les hostilités. Les squadristes, des rues Rizzoli et Archiginnasio, tentent de forcer le cordon mis en place par la garde royale autour de la piazza Nettuno et de la piazza Maggiore, provoquant les premiers coups de feu. La grande masse de ceux qui sont présents, prise de panique, passe par l'arche qui donne accès à la cour du palais, mais les gardes rouges, craignant une attaque en nombre des squadristes, ont fermé la grande porte.
Le massacre a lieu avec l'explosion de plusieurs grenades qui, lancées à partir de l'intérieur du bâtiment par les gardes rouges et s'ajoutant à la fusillade, tuent dix socialistes.

### L'assassinat de Giulio Giordani
Les événements qui ont eu lieu sur la place ont des conséquences graves dans la salle rouge, où, en attendant, la cérémonie a été suspendue. Le chaos se formant, des gardes rouges tirent sur les conseillers de l'opposition, touchant mortellement l'avocat, conseiller du parti nationaliste (il n’était pas fasciste), mutilé de guerre, Giulio Giordani et blessant les avocats Cesare Colliva et Bruno Biagi.

## Conséquences
Le nombre total de victimes du massacre du Palazzo d'Accursio s'élève à la fin de la journée à 11 morts et 58 blessés. Le conseil municipal sera dissous et la ville gouvernée par un préfet Vittorio Ferrero. L'assassin de Giulio Giordani ne sera jamais identifié, mais le conseiller socialiste Pietro Venturi sera reconnu coupable de complicité et condamné à 13 ans et 4 mois de prison. Giulio Giordani sera considéré comme le premier grand martyr fasciste.